# Polycarpa viridis
Polycarpa viridis är en sjöpungsart som beskrevs av William Abbott Herdman 1880. Polycarpa viridis ingår i släktet Polycarpa och familjen Styelidae. Inga underarter finns listade i Catalogue of Life.